# Tmesisternus margaretae
Tmesisternus margaretae là một loài bọ cánh cứng trong họ Cerambycidae.